# Vectorball
Vectorball, scritto anche Vector Ball, è un videogioco che rappresenta un immaginario sport giocato da due robot, pubblicato nel 1988 per i computer Commodore Amiga, Amstrad CPC, Atari ST, Commodore 64, MS-DOS e ZX Spectrum dall'etichetta M.A.D. della Mastertronic.

## Modalità di gioco
Vectorball può essere giocato da due giocatori umani, da uno contro il computer, o dal computer contro sé stesso in modo dimostrativo. Ciascun contendente controlla un robot vagamente antropomorfo che scorre sopra un campo rettangolare, con l'obiettivo di mandare una palla nella porta avversaria. Il campo non è piatto, ma può presentare variazioni graduali di altitudine, cunette e dossi; si può scegliere tra alcuni tipi di campi (4 o 5 tipi a seconda delle versioni) con diversi tipi di irregolarità del terreno. Si può impostare anche la durata dell'incontro e, a seconda delle versioni, alcune caratteristiche fisiche come l'attrito del campo o l'accelerazione dei robot. 
Il campo viene mostrato con visuale tridimensionale isometrica, a scorrimento diagonale solo nel senso longitudinale. Fa eccezione la versione Commodore 64 che mostra una metà del campo alla volta e si passa dall'una all'altra senza scorrimento. La versione MS-DOS invece presenta un campo più largo e scorrevole in due dimensioni, quindi anche trasversalmente. In ogni caso, la visuale inquadra sempre la palla, per cui i robot possono anche finire fuori dallo schermo, dove vengono controllati alla cieca. La grafica è minimalista e mostra la superficie del campo come una griglia monocromatica su fondo nero (solo su MS-DOS la griglia ha qualche variazione di colore).
I robot possono muoversi con inerzia in tutte le direzioni e urtarsi tra loro. La palla viaggia rasoterra (su Commodore 64 ha l'aspetto di un disco rotante), seguendo il profilo delle elevazioni e risentendo della gravità. Non può uscire dal campo in quanto rimbalza sui bordi. Il robot si impadronisce della palla toccandola, a quel punto non può più muoversi finché non rilancia la palla. Può solo ruotare su sé stesso per determinare la direzione di lancio della palla e variare la forza del lancio, che è rappresentata dalla testa fluttuante del robot: la testa si solleva e allontana dal corpo in proporzione alla forza impostata. Secondo il manuale c'è anche un tempo limitato dopo il quale la palla viene rilanciata forzatamente, ma questo non sembra avvenire, almeno non in tutte le versioni.

## Accoglienza
La stampa europea di solito lo giudicò intorno alla sufficienza, a volte accostandolo come genere a Xeno. Fa eccezione la versione Commodore 64 che ricevette recensioni fortemente negative dalle riviste Zzap!64 e Commodore User, soprattutto per la difficoltà di controllo.